# 米亞奇科夫斯科耶湖
57°27′23″N 29°29′45″E / 57.45639°N 29.49583°E
米亞奇科夫斯科耶湖（俄语：Мячковское），是俄羅斯的湖泊，位於該國西北部，由普斯科夫州負責管轄，處於傑多維奇區，面積1.9平方公里，集水區面積27平方公里，平均水深5.5米，最大水深12米。